# NGC 1104
NGC 1104 је спирална галаксија у сазвежђу Кит која се налази на NGC листи објеката дубоког неба.
Деклинација објекта је - 0° 16' 17" а ректасцензија 2h 48m 38,7s. Привидна величина (магнитуда) објекта NGC 1104 износи 13,6 а фотографска магнитуда 14,5. NGC 1104 је још познат и под ознакама UGC 2287, MCG 0-8-19, CGCG 389-20, IRAS 02461-0028, PGC 10634.